# Buzzfeed

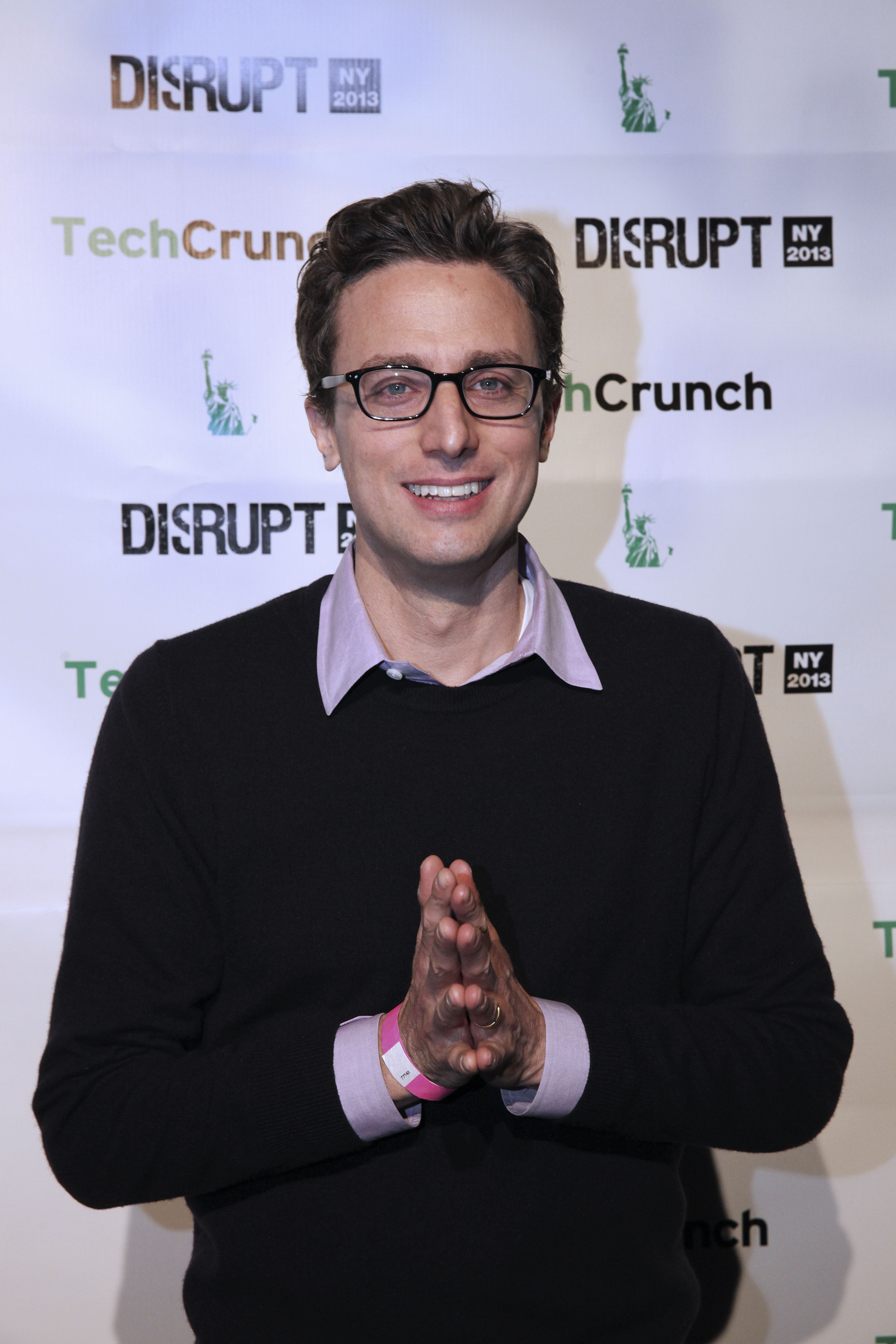
Jonah Peretti grundade BuzzFeed november 2006.

Buzzfeed, Inc., av företaget skrivet BuzzFeed, Inc., är ett amerikanskt internet- och medieföretag baserat i New York. De är ett nyhetsföretag och nöjesföretag inom digitala medier.
Buzzfeed kom till 2006 som ett projekt i syfte att kartlägga hur viralt innehåll fick spridning, och grundades av Jonah Peretti och John S. Johnson III. Kenneth Lerer, grundare och ordförande av The Huffington Post, som började som en medgrundare och investerare i Buzzfeed, är nu styrelseordförande.
Inledningsvis var webbplatsen känd för sina onlinequiz, "listartiklar" och artiklar om popkultur, men har sedan dess vuxit till ett globalt medie- och techbolag som bevakar en mängd ämnen, till exempel politik, gör det själv-artiklar, djur och företagande. 
2011 fick Buzzfeed en ny chefredaktör i Ben Smith (tidigare Politico), som utökade sajten till att också innefatta journalistik, långläsningar och reportage. Efter år av satsningar på undersökande journalistik har Buzzfeed (2018) belönats med National Magazine Award, George Polk Award, samt blivit nominerade till Pulitzerpriset och Michael Kelly Award. 
En undersökning från Pew Research Center år 2014 fann att Buzzfeed i USA betraktades som en opålitlig källa av majoriteten av de svarande, oavsett ålder eller politisk anknytning. Studien fann också att "de till vänster om det ideologiska spektrumet är överrepresenterade i Buzzfeeds publik".